# 中島元行
中島 元行（なかしま もとゆき）は、戦国時代から江戸時代初期にかけての武将。備中国賀陽郡阿曽郷の経山城城主。通称は大炊介。妻は清水宗治の娘。父は中島輝行、弟は中島九右衛門、嫡男は中島義行。

## 出自
中島氏の本姓は藤原氏。藤原南家工藤氏の工藤為憲（遠江介）の末裔で、鎌倉幕府の政所令や別当を務め、十三人の合議制の一人となった二階堂行政は鎌倉の二階堂に屋敷を構えたことから「二階堂」の苗字を称した。
室町幕府10代将軍・足利義稙の近侍であった二階堂政行（大蔵少輔）の代には、義稙の密命を帯びて備中国の地頭として管領代大内義興の幕下に属した。初めは備中国浅口郡片島の中島に在城したことから苗字を「中島」と改めた。後に備中国賀陽郡阿曽郷の経山城の城主となり、政行、氏行、輝行、元行と四代に渡って居城とした。
元行の代に、大内氏に代わって中国地方の覇者となった毛利氏の幕下に属し、清水宗治と共に小早川隆景の配下となった。

## 生涯
天文21年（1552年）、中島輝行の子として生まれる。元亀2年（1571年）、経山城を守って、尼子氏の残党軍と戦った。
天正10年（1582年）、織田信長の命令により中国攻めの方面軍を率いていた羽柴秀吉が備中国に侵攻。備中高松城が包囲された際には籠城し、副将として城主・清水宗治と共に抗戦した（備中高松城の戦い）。籠城戦は1ヶ月以上に及んだが、清水宗治の切腹を条件として秀吉と和議が結ばれ、6月4日に清水宗治、清水月清入道、難波宗忠、末近信賀が切腹し、備中高松城は開城した。備中高松城を退城した元行は以後、清水宗治の嫡男・源三郎（後の清水景治）の後見を務めた。
その後、豊臣政権下で天正15年（1587年）に小早川隆景が筑前国名島の大名となると、元行は清水景治や嫡男・義行と共に隆景に召し出され、小早川家に仕官したが、慶長2年（1597年）6月13日隆景が死去すると、元行は義行や清水景治らと共に小早川家を退去。清水景治は毛利輝元に仕え、元行と義行は備中国賀屋郡刑部郷の小寺村で帰農したが、慶長5年（1600年）の関ヶ原の戦い後まもなく義行は結城秀康に仕官し、義行の家系は義行の嫡男・昌行の子孫が継いだ。
一方の元行は以後も小寺村に居住。元行の住居には南北三丁、東西四丁、四方に二重の堀をめぐらしていたとされ、跡地が現在は小寺中島公園となっている。庭として使用されていた所は、現在も当時に近い状態で残されており、「願主 中島元行」と刻まれた廣峯神社が現在も残っている。
慶長19年（1614年）1月に死去。享年63。墓は報恩寺にあり、その後の中島氏は浅尾藩主・蒔田氏より客分として遇された。なお、『中国兵乱記』は中島元行が著したものである。